# 尖早熟禾
尖早熟禾（学名：Poa setulosa），为禾本科早熟禾属下的一个植物种。